# Макромеханическое моделирование каменных стен
Макромеханическое моделирование каменных стен — метод моделирования каменной кладки стен, при котором неоднородная (гетерогенная система) кладки, состоящая из кладочных элементов (кирпича, природных или искусственных камней, бетонных блоков и др.) и строительного раствора, заменяется однородной (гомогенной) пластиной. Такая пластина имеет неодинаковые характеристики прочности и жесткости в направлениях нормально и параллельно постели кладки, поэтому является ортотропным телом. Процесс замены неоднородной структуры на однородную называется гомогенизацией кладки.

## Гомогенизация кладки
Гомогенизация кладки выполняется двумя способами, которые для краткости можно назвать аппроксимационной и макро-микро гомогенизацией.
Аппроксимационная гомогенизация использует данные о жесткости и прочности кладки при относительно простых видах напряжённого состояния кладки, таких как одноосное сжатие и растяжение нормально и параллельно постели кладки, двухосное равномерное сжатие, чистый срез, которые получают на основе прямых испытаний опытных образцов кладки и / или принимают по указаниям норм и пособий по проектированию каменных конструкций. Условия прочности для других случаев напряженного состояния задаются приближённо и выражаются через данные о прочности при простых видах напряженного состояния.
Данные о прочности при простых видах напряженного состояния являются опорными точками для построения трёхмерной поверхности, которая определяет условия локального разрушения кладки. При рассмотрении макроскопических условий разрушения эту поверхность принято называть поверхностью разрушения. Заметим, что в механике разрушения термин «поверхность разрушения» используют в другом значении. Этим термином называют поверхность, по которой на микроскопическом уровне происходит разрыв смещений из-за трещины нормального разрыва или трещины сдвига (дислокации), возникающий вокруг очага разрушения твёрдого тела.
Геометрия поверхности разрушения между опорными точками задаётся гипотетически. Как правило, принимается, что поверхность разрушения состоит из нескольких частей, которые могут иметь разную геометрическую форму. Форма частей поверхности разрушения выбирается с использованием упрощенных критериев разрушения или задаётся с использованием методов математической аппроксимации.
Макро-микро гомогенизация основана на микромеханическом моделировании многократно повторяющегося, одинакового объёма кладки, называемого основной ячейкой. Основная ячейка рассчитывается как совокупность плоских или пространственных конечных элементов (КЭ), на которые разделяются для расчета кладочные единицы и растворные швы основной ячейки. Прочность КЭ проверяют с использованием известных критериев разрушения изотропных материалов, которые могут приниматься разными для кладочных элементов и растворных швов.
Макро-микро гомогенизация не требует выполнения сложных испытаний образцов кладки, необходимых для аппроксимационной гомогенизации. Необходимые исходные данные, как правило, могут быть определены на основе стандартных испытаний кладочных элементов и раствора. Заметим, что кроме характеристик прочности, необходимы данные о деформативных свойствах материалов каменной кладки. Микромеханическое моделирование основной ячейки позволяет выявить особенности распределения напряжений в растворных швах и кладочных элементах.
Следует иметь в виду, что макро-микро гомогенизация в ряде случаев может давать менее точные результаты, чем аппроксимационная гомогенизация, так как не учитывает влияние многих случайных факторов (неоднородность материалов кладочных единиц и раствора, изменчивость толщины растворных швов и другие неизбежные погрешности производства строительных работ), которые существенно влияют на прочность кладки. Между тем, аппроксимационная гомогенизация, использующая прямые опытные данные о прочности кладки, учитывает многообразные особенности работы каменных конструкций под нагрузкой (включая неизбежные производственные дефекты), хотя не позволяет выявить влияние каждого из них в отдельности.
Ограничениями для применения макро-микро гомогенизации являются регулярность кладки и выполнение её из сплошных (без пустот) кладочных элементов.

## Аппроксимационная гомогенизация

### Поверхность разрушения
Поверхность разрушения кладки при действии внешних нагрузок в плоскости стен может быть задана в двух вариантах: в терминах касательных (τ) и нормальных (σn, σp) напряжений, действующих нормально и параллельно постели кладки, соответственно, или в терминах главных напряжений (σ1, σ2) и угла наклона (θ) максимального главного напряжения к постели кладки.
Форма поверхности разрушения выбирается предварительно. Первый из указанных вариантов наиболее удобен для определения критериев разрушения, а второй вариант — для описания результатов испытаний. Переход от одного варианта к другому осуществляется с использованием формул сопротивления материалов, которые определяют взаимосвязь главных напряжений и нормальных и касательных напряжений, действующих на произвольной наклонной площадке изотропного тела.
Поверхность разрушения, заданная в терминах напряжений (τ, σn, σp), строится в ортогональной системе координат. Нормальные напряжения σn, σp откладывают вдоль осей x и y , а касательные напряжения τ — вдоль вертикальной оси z. Растягивающие нормальные напряжения, как это принято в теории упругости, считаются положительными. Поверхность разрушения симметрична относительно плоскости z=0. Поэтому обычно рассматривают только верхнюю половину поверхности разрушения. Сечение поверхности разрушения плоскостью симметрии называют основанием поверхности разрушения.
Как правило, принимают, что поверхность разрушения состоит из нескольких частей, которые могут иметь разную геометрическую форму. Форма частей поверхности разрушения выбирается из условия удобства аппроксимации имеющихся экспериментальных данных, которые являются опорными точками для построения поверхности. Кроме того, могут учитываться имеющиеся эмпирические зависимости, устанавливающие критерии разрушения для частных случаев напряженного состояния кладки.

### Опорные точки для построения поверхности разрушения
Как минимум, для построения поверхности разрушения используют шесть опорных точек, которые характеризуют прочность кладки при одноосном сжатии нормально f'cn и параллельно f'cp постели, одноосном растяжении нормально постели ftn, одноосном растяжении параллельно постели при разрушении только по швам ftpj и при разрушении одновременно по вертикальным швам и кладочным элементам ftpb, а также сопротивление срезу интерфейса кладочных элементов и растворных швов fv0.
Так как сопротивление кладки двухосному сжатию больше сопротивления односному сжатию, то для учёта всей области изменения нормальных напряжений в швах кладки необходимо в качестве опорных точек также использовать значение сопротивления кладки одинаковому двухосному сжатию (f"c) и значения максимальных сопротивлений при неодинаковом сжатии (f"cn и f"cp). Сопротивление f"cn соответствует случаю, когда нормальные напряжения в горизонтальных швах больше напряжений в вертикальных швах, а сопротивление f"cp — случаю, когда, наоборот, нормальные напряжения в вертикальных швах больше напряжений в горизонтальных швах.
Кроме перечисленных характеристик прочности, для построения поверхности разрушения необходимо использовать значение угла внутреннего трения φ между кладочными элементами и растворными швами кладки.

### Упрощённые критерии разрушения
Критерии разрушения, рассматриваемые в данном разделе, используются для упрощённого расчёта стен на нагрузки, действующие в плоскости стены, а также для построения поверхности разрушения, отдельные участки которой соответствуют разным формам разрушения. Некоторые из этих критериев положены в основу норм проектирования и расчёта каменных конструкций.
Простейшая зависимость между предельными касательными напряжениями τ и нормальными напряжениями σn, определяемая по формуле:
| {\displaystyle \|\tau \|\leqslant c-\sigma _{n}\cdot \mu ,} | (1) |

где μ = tgφ, c — касательное сцепление кладочного элемента с растворным швом.
Эта зависимость соответствует закону трения Кулона, который в 1773 г. установил, что сопротивление сыпучих грунтов сдвигу есть сопротивление внутреннего трения, пропорциональное нормальному давлению. Этот закон был затем распространён на связные грунты, для которых сопротивление срезу при не очень больших давлениях равно сумме сил внутреннего трения и сцепления (когезии).

Согласно предельной зависимости (1) сопротивление срезу неограниченно возрастает при увеличении сжатия. Между тем для любого твёрдого тела имеется предельная сжимающая нагрузка, при которой сопротивление срезу равно нулю. Макромеханическая модель, учитывающая, что сопротивление срезу постепенно уменьшается после достижения некоторого уровня сжимающей нагрузки, называется «кэп-моделью» (cap-model). Такая модель была предложена впервые применительно к задачам механики грунтов Друкером.

«Кэп-модель» Друкера была в дальнейшем успешно использована для макромеханического моделирования каменной кладки.

Закон Кулона в координатах τ-σ графически описывает прямая линия, наклонённая к оси σ под углом внутреннего трения φ и пересекающая ось τ в точке с ординатой с.
Закон Кулона, определяемый по формуле (1), можно выразить через максимальное σ1 и минимальное σ3 главные напряжения. Для этого на этом графике предельной зависимости τ-σ необходимо построить круг Мора, для которого наклонная прямая является касательной. Из геометрических соображений вместо уравнения (1) получим следующее уравнение, называемое критерием прочности Мора-Кулона:
| {\displaystyle \|\sigma _{1}-\sigma _{3}\|\leqslant 2\cdot c\cdot \cos \phi -(\sigma _{1}+\sigma _{3})\cdot \sin \phi .} | (2) |

Применительно к каменной кладке условие (1) подтверждено многочисленными испытаниями образцов на сдвиг с обжатием нормально растворным швам. При испытании образцов, состоящих из двух (образцы «дуплекс») или трёх (образцы «триплекс») кладочных элементов, сжимающая нагрузка, как правило, не превышала половины предельного сопротивления образцов сжатию. Испытания на одноосное сжатие фрагментов кладки (панелей), в которых растворные швы расположены под углом к направлению сжимающей нагрузки, показали, что линейная зависимость сохраняется лишь до определённого предела. Когда сжимающая нагрузка приближается к предельному сопротивлению сжатию, предельное сопротивление срезу стремится к нулю
.
Предельная зависимость, учитывающая снижение предельного сопротивления кладки срезу при действии большой сжимающей нагрузки, была предложена в статье W. Mann and H. Műller (1973)
для расчёта прочности каменных стен-диафрагм. При выводе условий прочности авторы приняли, что касательные напряжения не возникают в торцах кладочных элементов, а равновесие кладочного элемента обеспечивается за счёт ступенчатого изменения нормальных сжимающих напряжений в постельных швах над и под элементом. Пластическое перераспределение напряжений в постельных швах кладки при совместном действии в них нормальных и касательных напряжений не учитывалось. Принятые допущения занижают действительное сопротивление кладки.
Mann-Műller выделяют три формы разрушения, которым соответствуют следующие критерии:
- при разрушении горизонтального шва от среза

| {\displaystyle \|\tau \|\leqslant (c-\sigma _{n}\cdot \mu )/(1+\mu \cdot h_{m}/b_{m});} | (3) |

где hm — высота кладочного элемента,
bm — глубина перевязки кладки;
- при разрушении кладочного элемента от растяжения в его центре

| {\displaystyle \|\tau \|\leqslant 0.45\cdot f_{tb}~{\sqrt {1+\sigma _{n}/f_{tb}}};} | (4) |

- при разрушении кладочного элемента от сжатия

| {\displaystyle \|\tau \|\leqslant (f_{cn}-\sigma _{n})\cdot b_{m}/h_{m}.} | (4) |

Kритерии (3)-(5) положены в основу немецких норм проектирования и расчёта каменных конструкций. DIN 1053. В несколько изменённом виде условие (2) включено в общеевропейские нормы по каменным конструкциям Eurocode 6.
На основе испытаний образцов на сжатие под углом к постели кладки Page (1978) предложил билинейную зависимость между предельными касательными напряжениями и сжатием кладки перпендикулярно постели).
Для случая, когда сопротивление кладки растяжению нормально постели равно нулю, H.R. Ganz
(1985) предложил пять критериев разрушения кладки
:
- при разрушении кладочного элемента от растяжения

| {\displaystyle \|\tau \|\leqslant {\sqrt {\sigma _{n}\cdot \sigma _{p}}};} | (6) |

- при разрушении кладочного элемента от сжатия

| {\displaystyle \|\tau \|\leqslant {\sqrt {(\sigma _{n}+f_{cn})\cdot (\sigma _{p}+f_{cp})}};} | (7) |

- при разрушении кладочного элемента от среза

| {\displaystyle \|\tau \|\leqslant {\sqrt {-\sigma _{p}\cdot (\sigma _{p}+f_{cp})}};} | (8) |

- при разрушении горизонтального шва от среза

| {\displaystyle \|\tau \|\leqslant c-\sigma _{n}~\mathrm {tg} ~\phi ;} | (9) |

- при разрушении горизонтального шва от растяжения

| {\displaystyle \|\tau \|\leqslant {\sqrt {\sigma _{n}\cdot (\sigma _{n}+2\cdot c\cdot \mathrm {tg} ~(\pi /4+\phi /2))}}.} | (10) |

В дальнейшем эти критерии частично уточнены в работе

Критерии разрушения, предложенные H.R. Ganz, использованы в швейцарских нормах проектирования каменных конструкций SIA 266.
U. Andreaus (1996) предложил использовать три критерия прочности
- модифицированный закон трения Мора-Кулона;
- критерий максимальных деформаций при растяжении (условие прочности Сен-Венана);
- критерий максимальных сжимающих напряжений (условие прочности Навье).

Рассмотренные критерии разрушения в основном совпадают для случая среза кладки по горизонтальному шву, но существенно отличаются для других форм разрушения.
Кусочно-линейные предельные зависимости между нормальными и касательными напряжениями использованы в работах
,
,
.
Варианты критериев разрушения предложены также в работах
Pietruszczak and Nui (1992),
Mojsilovic and Marti (1997),
Syrmakezis and Asteris (2001),
Ushaksaraei and Pietruszczak (2002),
Massart et al (2007),
Calderini and Lagomarsino (2008),
Pela et al. (2011) и других.

### Основание поверхности разрушения
Контур основания поверхности разрушения определяет соотношения между предельными значениями нормальных напряжений σn, σp для случая плоского напряжённого состояния, когда внешняя нагрузка направлена нормально и параллельно постели кладки. В зависимости от знака и соотношения внешних нагрузок в этом случае возникают следующие формы разрушения кладки:
- Разрыв контакта одного из горизонтальных растворных швов с кладочными элементами от одноосного растяжения нормально постели кладки.
- Образование ступенчатой трещины от одноосного растяжения параллельно постели кладки.
- Образования вертикальной трещины вдоль одного из вертикальных швов, пересекающего кладочные элементы и торцовые растворные швы, от одноосного растяжения параллельно постели и сжатия нормально постели.
- Разделение кладки трещинами на тонкие столбики от одноосного сжатия нормально постели.
- Разделение кладки на слои из одного или нескольких рядов кладки от одноосного сжатия параллельно постели.
- Раскалывание кладки трещиной, проходящей по середине толщины стены, от двухосного сжатия.

Перечисленным формам разрушения соответствуют следующие предельные сопротивления: f'cn, f'cp, ftn, ftpj, ftpb, f"c. Эти сопротивления определяют опорные точки для построения контура основания поверхности разрушения. Кроме этих сопротивлений, целесообразно дополнительно использовать опорные точки, соответствующие сопротивлениям f"cn и f"cp (обозначения сопротивлений приведено в разделе «опорные точки»).
Используя восемь опорных точек, можно построить контур основания в виде выпуклого 8-угольника (октагона). Для лучшего согласования с экспериментальными данными целесообразно принять, что вершины ортагона расположены в местах изменения форм разрушения кладки при плоском напряженном состоянии.

### Вертикальные сечения поверхности разрушения
Вертикальное сечение поверхности разрушения, проходящее через вертикальную ось z, определяет зависимость предельных касательных напряжений τ при фиксированном отношении нормальных напряжений γ=σp/σn. Наиболее часто для построения поверхности разрушения используют зависимость для случая, когда γ=0 (при σp=0). Характерные варианты этой зависимости приведены на рисунке справа, где по оси абсцисс отложены нормальные напряжения σn, а по оси ординат — предельные касательные напряжения τ.
Поверхность разрушения имеет три особых вертикальных сечения, называемые главными сечениями. Все главные сечения проходят через вертикальную ось z. Первое главное сечение расположено вдоль оси x второе — вдоль оси y и третье — вдоль биссектрисы угла между осями x и y в первом и третьем квадрантах координатной плоскости.
Поверхность разрушения для главных сечений в общем случае имеет четыре участка, которые соответствуют разным формам повреждения кладки в зависимости от знака и величины нормальных напряжений. Эти участки пронумеруем подряд, начиная с участка, где нормальные напряжения растягивающие. В частных случаях некоторые из перечисленных форм разрушения могут не проявляться. Тогда количество участков соответственно уменьшается. Кусочно-линейная зависимость между предельными касательными и нормальными напряжениями определяется общей для всех сечений формулой, в которой первый индекс j определяет номеру главного сечения, а второй индекс i — номер участка сечения:
| {\displaystyle \|\tau \|\leqslant c_{j,i}-\sigma _{j,i}~\mathrm {tg} ~\phi _{j,i}.} | (11) |

.
Формула (11) является естественным обобщением формулы (1). Поэтому её часто называют обобщенным условием Мора-Кулона.

### Примеры поверхностей разрушения

Варианты поверхностей разрушения по предложениям:
(a) Ganz (1985), (b) Dhanasaer et al.(1985), (c) Maier et al.(1991)
(d) Lourenço (1995), (e) Berto et al.(2002), (f) Lishak et al.(2012)

Характерные варианты поверхностей разрушения кладки при плоском напряженном состоянии приведены на рисунке справа. Для удобства сравнения поверхности построены для одинаковых значений предельных сопротивлений кладки одноосному сжатию и растяжению нормально и параллельно постели кладки, а также предельных сопротивлений двухосному сжатию (одинаковому и разному). Соотношения между предельными напряжениями приняты по опытам A. W. Page (1981—1983). Для наглядности изображения предельные растягивающие напряжения, увеличены, но сохранено соотношение между ними. Опорные точки, использованные для построения поверхностей разрушения, выделены маленькими темными кружками. Номера участков поверхностей разрушения на рисунке определяют их форму: 1 — плоскость; 2 — цилиндр; 3 — круговой конус; 4 — эллиптический конус;
5 — усеченная пирамида; 6 — ортотропная поверхность текучести Ренкина; 7 — поверхность текучести Хилла; 8 — сомкнутый свод.
Поверхность разрушения, предложенная H.R. Ganz (1985), состоит из пяти участков, каждый из которых соответствует одной из форм разрушения кладки. Недостатком этой поверхности является то, что она не учитывает значительное увеличение прочности кладки при двухосном сжатии по сравнению с одноосным сжатием.
M. Dhanasekar, A.W. Page и P.W. Kleeman (1985) приняли поверхность разрушения в виде трех пересекающихся конусных поверхностей.
Линии пересечения конусов имеют форму эллипсов. Для случая, когда касательные напряжения равны нулю, граница области сопротивления описана выпуклым шестиугольником, который охватывает область двухосного сжатия. Деление поверхности разрушения на части не вполне согласуется с изменением форм разрушения кладки, что является её недостатком.
Поверхность разрушения, использованная G. Maier, E. Nappi и A Papa (1991), имеет форму усеченной пирамиды, которая не имеет общей вершины наклонных ребер. Пирамида может состоять из одного или нескольких ярусов, основания которых имеют семиугольную форму, но в общем случае не подобны друг другу. Наклонные ребра пирамиды, имеющей более двух ярусов, образуют кусочно-линейную пространственную кривую. Предложенная поверхность разрушения является выпуклым многогранником и может рассматриваться в качестве кусочно-линейной аппроксимацией экспериментальных данных, поэтому позволяет описать их с любой степенью точности. Однако усложненная форма поверхности требует использовать для её построения большого числа опорных точек.
P. B. Lourenço (1995), P. B.Lourenço and J.G.Rots (1997) приняли поверхность разрушения в виде двух пересекающихся поверхностей. Одна из них, которая соответствует разрушению при главных напряжениях разных знаков, является ортотропным типом поверхности текучести, предложенным Rankine (Orthotropic Rankin’s yield surface). Вторая предельная поверхность является условием текучести Hill (The Hill’s type yield surface). Форма поверхности текучести Rankine не согласуется с экспериментальными данными для случая, когда нормальные напряжения, действующие перпендикулярно и параллельно постели кладки, имеют разные знаки.
C. A. Syrmakesis and P. G. Asteris (2001), в отличие от других авторов, описали поверхность разрушения одной функцией — кубическим полиномом, коэффициенты которого были определены методом наименьших квадратов. Такой приём позволил достаточно хорошо описать имеющиеся экспериментальные данные, но он не может быть использован для расчета прочности каменных конструкций с другими характеристиками прочности без проведения специальных, весьма трудоёмких испытаний.
R. Ushaksaraei и S. Pietruszczak (2002) использовали для построения поверхности разрушения предложенный ими метод аппроксимации критическими плоскостями. M. Kawa, S. Pietruszczak и B. Shieh-Beygi (2008) развили этот метод для уточнения критериев разрушения кладки при плоском напряженном состоянии.
L. Berto, R.Scotta R. Vitaliani (2002) приняли поверхность разрушения в форме вальмовой (шатровой) кровли (hip roof) с прямоугольным основанием. Поверхности, как и поверхность H.R. Ganz(1985), не учитывает увеличение прочности кладки при двухосном сжатии. Кроме того, деление поверхности на части не согласовано с изменением форм разрушения кладки.
V. I. Lishak, V. I . Yagust и D. Z. Yankelevsky (2012) приняли поверхность разрушения в виде пяти участков, имеющих разную форму. Деление поверхности на участки согласовано с изменением форм разрушения кладки. Части поверхности разрушения имеют форму плоскостей, конических поверхностей, а одна часть — форму двояковыпуклой поверхности. Геометрия поверхности разрушения определяется с помощью трёх её сечений вертикальными плоскостями. Эти сечения названы главными. Два главных сечения расположены вдоль координатных осей, а третье — вдоль биссектрисы угла между ними. Линии пересечения поверхности разрушения плоскостями главных сечений имеют форму cap model и состоят из двух линейных участков и криволинейного участка — части дуги эллипса. Благодаря дифференцированному учёту разных форм разрушения кладки достигнуто лучшее, по сравнению с другими ранее предложенными критериями разрушения, согласование опытных и расчётных данных.

## Макро-микрогомогенизация
Макро-микрогомогенизация используется для кладки, имеющей регулярную, повторяющуюся структуру. В кладке выделяется минимально повторяющийся элемент, называемый основной ячейкой. Основная ячейка рассчитывается МКЭ с использованием микромеханического моделирования. Основная идея процедуры гомогенизации основной ячейки состоит в том, что тензоры напряжений Ε и деформаций Σ определяются для макромеханической модели по формулам:
| {\displaystyle {\boldsymbol {\mathrm {E} }}=\left({\frac {1}{A}}\right)\int _{Y}\varepsilon ({\boldsymbol {u}})~dY,~~{\boldsymbol {\Sigma }}=\left({\frac {1}{A}}\right)\int _{Y}\sigma ({\boldsymbol {u}})~dY,} |

где А, Y — площадь и объём элементарной ячейки, соответственно; ε и σ — местные напряжения и деформации элементарной ячейки, соответственно, {\displaystyle {\boldsymbol {u}}} — вектор перемещений.
Конечные элементы, на которые разделяются для расчёта основная ячейка, рассматриваются как изотропные тела, прочность которых определяется с использованием тех или иных критериев прочности для кладочных элементов и растворных швов. Чаще других используют различные «классические» теории прочности и их комбинации, а также критерий прочности Друкера-Прагера.
Макро-микрогомогенизация выполнена, в частности, в работах
.

## Особенности расчета ортотропной пластины
Из-за перевязки кладочных элементов и разного шага растворных швов по длине и высоте стены кладка имеет разную прочность и жесткость нормально и параллельно постели. Поэтому пластина, моделирующая кладку стены, должна рассматриваться как ортотропная. Ортотропная пластина, имеющая разные свойства в трёх взаимно перпендикулярных направлениях, одно из которых параллельно плоскости пластины, является частным случаем анизотропной пластины.
Для ортотропной пластины зависимость между напряжениями и деформациями в матричной форме имеет следующий вид:
{\displaystyle {\begin{pmatrix}\sigma _{x}\\\sigma _{y}\\\tau _{xy}\end{pmatrix}}={\frac {1}{1-\nu _{xy}\nu _{yx}}}{\begin{pmatrix}E_{x}&\nu _{xy}E_{y}&0\\\nu _{yx}E_{x}&E_{y}&0\\0&0&(1-\nu _{xy}\nu _{yx})G_{xy}\end{pmatrix}}{\begin{pmatrix}\varepsilon _{x}\\\varepsilon _{y}\\\gamma _{xy}\end{pmatrix}},}
где — Ex и Ey модули деформаций пластины вдоль осей x и y, соответственно; νxy и νyx — коэффициенты Пуассона;
εx и εy — относительные удлинения (укорочения) вдоль осей x и y; γxy — относительный сдвиг. Оси x и y расположены параллельно и перпендикулярно постели кладки, соответственно.
Расчет ортотропной пластины выполняется, как правило, с использованием метода конечных элементов, при котором рассчитываемая конструкция аппроксимируется плоскими или пространственными конечными элементам (КЭ).